# Nowhere Boy
Nowhere Boy (2009) o Mi nombre es John Lennon es una película biográfica británica sobre la adolescencia de John Lennon, la creación de su primera banda, The Quarrymen, y su evolución hasta convertirse en The Beatles. La película está basada en una biografía escrita por la medio-hermana de Lennon, Julia Baird. La película se estrenó el 8 de octubre de 2010 en los Estados Unidos, coincidiendo con las celebraciones de ese fin de semana del aniversario número 70 del nacimiento de Lennon (9 de octubre de 1940).

## Sinopsis
El joven John Lennon está peleado con su tía Mimi después de la muerte repentina de su tío George. Angustiado y triste, John sale a buscar a su madre biológica, Julia, que le deslumbra por su impulsivo espíritu libre y su manera despreocupada de vivir. Julia le anima a seguir sus sueños, al tiempo que le inicia en las nuevas formas musicales representadas por Elvis. Sin embargo, Julia oculta una fuerte tendencia depresiva y el joven John se encuentra dividido entre las dos mujeres.

## Reparto
- Aaron Taylor-Johnson como John Lennon.
- Thomas Brodie-Sangster como Paul McCartney.
- Sam Bell como George Harrison.
- Kristin Scott Thomas como Mimi Smith.
- Anne-Marie Duff como Julia Lennon.
- David Morrissey como Bobby Dykins.
- Ophelia Lovibond como Maria Kennedy.
- Josh Bolt como Pete Shotton.
- Angelica Jopling como "Julia Baird".
- Jessie Phoenix Jopling como "Jacqueline Dykins".
- Andrew Buchan como Michael Fishwick (El inquilino de Mimi).
- James Michael Johnson como Stan Parkes.
- Jack McElhone como Eric Griffiths.
- Christian Bird como 'Jimmy Tarbuck.
- Sam Wilmott como "Colin Hanton".
- Calum O'Toole como Teddy Boy.
- Ellie Jeffreys como Teddy Girl.
- Les Loveday como Teddy.
- David Threlfall como George Toogood Smith.
- Nigel Whalley como Daniel Ross.
- Colin Tierney como Alf Lennon.

## Producción
La película fue el debut directorial de la conceptual artista/fotógrafa Sam Taylor-Wood. El guion fue escrito por Matt Greenhalgh. La película fue rodada en la localidad de Liverpool y en Ealing Studios en Londres del oeste. Algunas de las escenas interiores de la escuela se rodaron en la Universidad Católica del Sagrado Corazón en Crosby.
Cuando se anunció la película, los informes iniciales de los medios, siguiendo el anuncio de la película, indicaron que estaría basada en el libro Imagine This: Growing Up With My Brother John Lennon por la media hermana de Lennon Julia Baird. Sin embargo, en los créditos de la película no se hace referencia ni al libro ni a Baird, mostrando únicamente el crédito para el guionista Matt Greenhalgh.
La película recibió una financiación de National Lottery por un valor de ₤1.2 millones por parte del Fondo Premier del Consejo de Cine del Reino Unido, con un adicional de ₤35,500 de su Fondo de Desarrollo para crear el guion. La película también recibió una donación de Film4.

## Estreno
La película se estrenó el 26 de diciembre de 2009 en el Reino Unido.
HanWay Films representó las ventas a nivel mundial. La distribuidora Icon Entertainment International tomó los derechos para el Reino Unido y Australia. Mars Distribution adquirió los derechos para Francia. The Weinstein Company distribuirá la película para EE. UU., Alemania y Latinoamérica.

### Proyecciones en festivales
La película tuvo su estreno mundial el 29 de octubre de 2009 en la noche de clausura del Festival de cine de Londres. La película se proyectó en el Festival de Cine de Sundance el 27 de enero de 2010. Se proyectó otra vez en el Festival de Cine de Maui en Wailea, Hawái el 18 de junio de 2010, y en la convención The Fest for Beatles Fans en Chicago el 14 de agosto de 2010.

## Premios
Nowhere Boy fue nominado a cuatro BAFTA: Mejor película británica, Mejor actriz de reparto (tanto para Anne-Marie Duff como para Kristin Scott Thomas) y Mejor debut por la directora británica Sam Taylor-Wood.

## Banda sonora

### Lista de canciones
Disco 1
| N.º | Título                       | Escritor(es)                       | Duración |  |
| 1.  | «Wild One»                   | Jerry Lee Lewis                    |          |  |
| 2.  | «Mr. Sandman»                | Dickie Valentine                   |          |  |
| 3.  | «Rocket 88»                  | Jackie Brenston and His Delta Cats |          |  |
| 4.  | «Shake, Rattle & Roll»       | Elvis Presley                      |          |  |
| 5.  | «Hard Headed Woman»          | Wanda Jackson                      |          |  |
| 6.  | «I Put a Spell on You»       | Screamin' Jay Hawkins              |          |  |
| 7.  | «Maggie May»                 | The Quarrymen                      |          |  |
| 8.  | «That'll Be the Day»         | Buddy Holly                        |          |  |
| 9.  | «Rockin' Daddy»              | Eddie Bond and The Stompers        |          |  |
| 10. | «Twenty Flight Rock»         | Eddie Cochran                      |          |  |
| 11. | «That's Alright Mama»        | Elvis Presley                      |          |  |
| 12. | «Raunchy»                    | The Quarrymen                      |          |  |
| 13. | «Movin' and Groovin»         | The Quarrymen                      |          |  |
| 14. | «Hound Dog»                  | Big Mama Thornton                  |          |  |
| 15. | «Be-Bop-A-Lula»              | Gene Vincent And The Blue Caps     |          |  |
| 16. | «Hello Little Girl»          | The Beatles                        |          |  |
| 17. | «In Spite of All the Danger» | The Quarrymen                      |          |  |
| 18. | «Mother»                     | John Lennon                        |          |  |

Disco 2
| N.º | Título                       | Escritor(es)                  | Duración |  |
| 1.  | «Roll Over Beethoven»        | Chuck Berry                   |          |  |
| 2.  | «Rock Around the Clock»      | Bill Haley and His Comets     |          |  |
| 3.  | «Rip It Up»                  | Little Richard                |          |  |
| 4.  | «Baby, Let's Play House»     | Elvis Presley                 |          |  |
| 5.  | «Peggy Sue»                  | Buddy Holly                   |          |  |
| 6.  | «Party Doll»                 | Buddy Knox                    |          |  |
| 7.  | «I Fought the Law»           | Bobby Fuller Four             |          |  |
| 8.  | «Brand New Cadillac»         | Vince Taylor and His Playboys |          |  |
| 9.  | «Susie Q»                    | Dale Hawkins                  |          |  |
| 10. | «Let the Good Times Roll»    | Shirley & Lee                 |          |  |
| 11. | «Money (That's What I Want)» | Barrett Strong                |          |  |
| 12. | «Ain't That a Shame»         | Fats Domino                   |          |  |
| 13. | «Stagger Lee»                | Lloyd Price                   |          |  |
| 14. | «These Dangerous Years»      | Frankie Vaughan               |          |  |
| 15. | «Come Go with Me»            | The Del-Vikings               |          |  |